# NGC 4462
NGC 4462 je prečkasta spiralna galaktika u zviježđu Gavranu. 

## Vanjske poveznice
- (engl.) SEDS: NGC 4462
- (engl.) Revidirani Novi opći katalog
- (engl.) Izvangalaktička baza podataka NASA-e i IPAC-a
- (engl.) Astronomska baza podataka SIMBAD
- (engl.) VizieR